# Benjamin Rondeau
Benjamin Rondeau (* 1. Oktober 1983 in Verdun) ist ein ehemaliger französischer Ruderer. Er gewann 2008 eine olympische Bronzemedaille im Vierer ohne Steuermann.

## Sportliche Karriere
Rondeau siegte bei den Junioren-Weltmeisterschaften 2000 im Vierer mit Steuermann und 2001 zusammen mit seinem Cousin Germain Chardin im Zweier ohne Steuermann. 2003 trat Rondeau erstmals in der Erwachsenenklasse an und belegte mit dem französischen Achter den vierten Platz bei den Weltmeisterschaften in Mailand. 2004 gewannen Rondeau und Chardin den Titel im Zweier ohne Steuermann bei den U23-Weltmeisterschaften.
2005 traten die beiden auch im Erwachsenenbereich im Zweier an, belegten aber nur den zwölften Platz bei den Weltmeisterschaften in Gifu. 2006 wurde ein Vierer ohne Steuermann neu formiert mit Julien Desprès, Germain Chardin, Benjamin Rondeau und Dorian Mortelette. Dieser Vierer belegte den sechsten Platz bei den  Weltmeisterschaften 2006 in Eton und 2007 in München. In der gleichen Besetzung trat der Vierer auch bei den Olympischen Spielen 2008 in Peking an und erkämpfte die Bronzemedaille hinter Briten und Australiern. Bei den Europameisterschaften 2008 gewann Rondeau den Titel mit dem Achter.
2009 trat der französische Vierer ohne Steuermann in der Besetzung Julien Desprès, Jean-David Bernard, Benjamin Rondeau und Laurent Cadot an. Diese Crew belegte den fünften Platz bei den Weltmeisterschaften in Posen. Bei den Europameisterschaften 2009 trat Rondeau wie im Vorjahr mit dem Achter an und gewann die Bronzemedaille. Danach erreichte Rondeau bei internationalen Meisterschaften keine vordere Platzierung mehr. 2012 verpasste er die Olympiaqualifikation im Vierer und beendete seine internationale Karriere.
Der 1,97 m große Benjamin Rondeau startete für CN Verdunois.